# Anton Valens
Anton Valens (* 17. Januar 1964 in Eelde-Paterswolde; † 7. November 2021 in Amsterdam) war ein niederländischer Schriftsteller und Maler.

## Leben
Anton Valens studierte von 1982/83 an der Indiana University of Pennsylvania, von 1983/84 an der Academie Minerva in Groningen, von 1984 bis 1988 an der Gerrit Rietveld Academie und von 1990 bis 1992 an der Rijksakademie van beeldende kunsten. Seine Erfahrungen, die er zwischen 1992 und 2001 bei seiner Tätigkeit in der Häuslichen Pflege (niederländisch: thuiszorg) gesammelt hatte, verarbeitete er zu seinem ersten Roman Meester in de hygiëne (Meister in Hygiene, 2004), mit dem er in den Niederlanden als Schriftsteller bekannt wurde, und zu dem Erzählband Dweiloorlog (Wischkrieg, 2008). 2009 betonte er in einem Interview:

„Ich bin zuerst Schriftsteller, dann Maler, obwohl ich das letztgenannte viel länger tue. (…) Wenn Sie ein Buch schreiben, können Sie Tausende Exemplare verkaufen, Preise damit gewinnen und berühmt werden. Die Existenz eines Malers ist ganz anders und bekommt oft viel weniger Aufmerksamkeit.“

„Seine Werke gehören zum realistischen und ironischen Humus der Literatur“, schrieb der Literaturkritiker Jeroen Vullings 2009 in Vrij Nederland.
Anton Valens starb im Alter von 57 Jahren an den Folgen einer 2016 diagnostizierten Krebserkrankung.

## Ausstellungen
- 1998: Manouvreren op verlaten graslanden, Deurloo Restauraties, Amsterdam
- 2000: Galerie Metis, Amsterdam
- 2001: Zusammen mit Joseph Cals in der A.R.T.S. Gallery, Amsterdam
- 2002: Zusammen mit Sander Steeman: High Voltage in dER Plantage Doklaan
- 2002: Zusammen mit Sander Steeman in der Plantage Doklaan
- 2004: Deelname aan een manifestatie in der A-Kerk, Groningen

## Werke
- Meester in de hygiëne (Meister in Hygiene). Roman. Augustus Verlag, Amsterdam 2004, ISBN 90-457-0391-2
- Dweiloorlog. Verhalen over oude mensen (Wischkrieg. Erzählungen über alte Menschen). Augustus Verlag, Amsterdam 2008, ISBN 978-90-457-0128-8
- Ik wilde naar de rand van Beijing. Een reisverhaal (Ich wollte in die Außenbezirke von Peking. Eine Reiseerzählung). Augustus Verlag, Amsterdam 2008
- Vis (Fisch). Roman. Augustus Verlag, Amsterdam 2009, ISBN 978-90-457-0255-1
- Het boek ONT (Das Buch ENT). Roman. Augustus Verlag, Amsterdam 2013, ISBN 978-90-457-0473-9
- Het compostcirculatieplan (Der Kompostzirkulationsplan). Roman. Atlas Contact, Amsterdam 2016, ISBN 978-90-254-4685-7
- Chalet 152 (Kleingartenparzelle 152). Roman. Atlas Contact, Amsterdam 2019, ISBN 978-90-254-5783-9
- Rock me Amadeus. Erzählung (aus dem Nachlass). In: Hollands Maandblad Nr. 11/2024[6]

## Auszeichnungen (Auswahl)
ausgezeichnet
- 2004 - Marten Toonder / Geertjan Lubberhuizenpreis für „Meester in de hygiëne“
- 2006 - Lucy B. en C.W. van der Hoogtpreis für „Meester in de hygiëne“.[7]
- 2013 - Tzumpreis der Zeitschrift / des Weblogs Tzum

nominiert
- 2012 - Halewijnpreis